# Stefan Steiner (Politiker)
Stefan Steiner (* 9. Mai 1978) ist ein österreichischer Beamter und Politiker der Österreichischen Volkspartei (ÖVP). Von  Juni 2017 bis Jänner 2018 war er Generalsekretär der ÖVP.

## Leben
Stefan Steiner wuchs in Wieselburg und in der Türkei auf, da seine Eltern am St. Georgs-Kolleg als Lehrer tätig waren. Er lebte bis zu seiner Matura in Istanbul und spricht fließend Türkisch. Steiner studierte Rechtswissenschaften an der Universität Wien und schloss das Studium im Jahr 2004 mit dem Doktorat ab. Anschließend arbeitete er als Referent im Bundesministerium für Inneres. Ab Oktober 2005 war Steiner für die Zivildienstserviceagentur zuerst als stellvertretender Leiter, ab Jänner 2006 als Leiter zuständig. Danach war Steiner Referent im Kabinett der Innenminister Günther Platter und Maria Fekter. 2011 wurde Steiner von Sebastian Kurz in das neu geschaffene Integrationsstaatssekretariat geholt, wo er zum Sektionschef aufstieg.
Im Juni 2017 wechselte Steiner in die Bundes-ÖVP, wo er neben Elisabeth Köstinger Generalsekretär war. Am 25. Jänner 2018 folgte ihm Karl Nehammer in dieser Funktion nach. Steiner galt als wichtiger Berater von Sebastian Kurz. Neben Sebastian Kurz, Elisabeth Köstinger, Gernot Blümel und Bettina Glatz-Kremsner gehörte er der Steuerungsgruppe der ÖVP im Zuge der Regierungsbildung nach der Nationalratswahl 2017 an.
Stefan Steiner ist verheiratet und Vater von drei Kindern und lebt in Wien. Sein Bruder ist Thomas Steiner.
Die Schwester seiner Frau – Steiners Schwägerin – ist die amtierende österreichische Verteidigungsministerin Klaudia Tanner.
Im Zusammenhang mit der ÖVP-Korruptionsaffäre wird gegen Steiner als Beschuldigten ermittelt, wobei es auch um sogenannte Abschleicherlisten geht, die ein Steuerabkommen Österreichs mit der Schweiz und Liechtenstein betrafen.